# Lena Huldén
Lena Huldén, född 1956, är en finländsk historiker, entomolog och politiker (Finlands kommunistiska parti). 
Huldén blev filosofie doktor 1996 på en avhandling om Kastelholms slott på Åland. Hon skrev avsnittet om medeltiden i Finlands historia 1 (1992) och På vakt i öster 1 (2004). År 2006 var hon aktuell med Den sexbente fienden för vilken hon tilldelades statens pris för informationsspridning och pris av Finlands facklitterära författare 2008. Verket har även översatts till finska (Kuusijalkainen vihollinen). Hon har även skrivit Med blod och svärd 1000–1520 (2009).
Huldén är sedan 2007 viceordförande i Finlands kommunistiska parti.